# Up to now
Up to now es el tercer álbum recopilatorio de la banda Snow Patrol. Los 2 CD contienen temas de los 15 años de la banda; incluyen muchos de sus grandes éxitos, temas de sus álbumes anteriores, la versión 2009 de la canción "The planets bend between us". Contiene la canción "Signal fire", tema que fue usado en la banda sonora y video promocional para la película Spider-Man 3 de 2007 y cuenta con tres canciones inéditas. El álbum fue lanzado a principios de noviembre del 2009.
El formato del álbum se puso a la venta en 3 versiones. El primero se conforma de 2 CD, la segunda versión en un Digipak y la tercera versión fue un Box set de edición limitada. El álbum contiene 3 nuevas canciones las cuales son: "Give me strength", "Dark roman wine" y "Just say yes". De este álbum recopilatorio sacaron dos nuevos sencillos los cuales fueron: "Just Say Yes" y "An Olive Grove Facing the Sea" (versión 2009).
Originalmente el álbum se iba a llamar Greatest hits pero la banda dijo que no todas las canciones que venían en el álbum habían sido lanzadas como éxitos. De acuerdo con el vocalista de Snow Patrol, la recopilación era una manera de dejar los últimos 15 años atrás y mirar hacia los próximos 15 años. El título del álbum Up to now fue específicamente escogido para indicar que la banda tiene más para ofrecer en el futuro y no una manera de decir adiós.

## Lista de canciones
| Disc 1: - 01 Chocolate - 02 Chasing cars - 03 Crack the shutters - 04 Set the fire to the third bar featuring Martha Wainwright - 05 Crazy in love - 06 Just Say Yes - 07 Batten down the hatch - 08 You're all I have - 09 Hands open - 10 Cartwheels - 11 The planets bend between us - 12 Ask me how I am - 13 On/off - 14 Making enemies - 14 Run [Mencap little noise sessions, live at the Union Chapel] | Disc 2: - 01 Take back the city - 02 Shut your eyes - 03 An olive grove facing the sea [2009 version] - 04 Run - 05 Give me strength - 06 Signal fire - 07 Spitting games - 08 Open your eyes - 09 Dark roman wine - 10 Fifteen minutes old - 11 You are my joy - 12 The golden floor - 13 Starfighter pilot - 14 PPP - 15 Chasing cars [Mencap little noise sessions, live at the Union Chapel] |

Digipak:
El Digipak incluye los 2 CD y contiene un DVD adicional en el cual incluye 2 documentales, un video animádo y 13 videos en vivo.
DVD:
- 01 Up to now: Documentary
- 02 Take back the city: Documentary
- 03 The lightning strike [video animádo]

- 01 Set the fire to the third bar featuring Martha Wainwright [Live from Abbey road]
- 02 If there's a rocket tie me to it [Live at V Festival]
- 03 Chocolate [Live at Eden Project]
- 04 Hands open [Live at V festival]
- 05 Run [Live at Eden Project]
- 06 Somewhere a clock is ticking [Live at V Festival
- 07 Shut your eyes [Live at V Festival]
- 08 Chasing cars [Live at Isle of Wight Festival]
- 09 Crack the shutters [Live at V Festival]
- 10 Take back the city [Live at V Festival]
- 11 Open your eyes [Live at Pinkpop]
- 12 The lightning strike [Live at Pinkpop]
- 13 You're all I have [Live at Pinkpop]

Box set:
El Box set incluye los 2 CD y el DVD del Digipak, pero a diferencia de los anteriores este Box set incluye un CD y un DVD adicional; el CD contiene 10 canciones en vivo y el DVD 18 videos musicales. Esta versión sólo salió a la venta a través de la página oficial de Snow Patrol.
| Bonus CD: Mencap little noise sessions, live at the Union Chapel - 01 You're all I have - 02 How to be dead - 03 Grazed knees - 04 You could be happy - 05 On/off - 06 I am an astronaut - 07 About you now - 08 Chocolate - 09 Chasing cars - 10 Run | Bonus DVD: The videos - 01 Starfighter pilot - 02 Ask me how I am - 03 Spitting games - 04 Run - 05 Chocolate - 06 How to be dead - 07 You're all I have - 08 Chasing cars [UK version] - 09 Chasing cars [US version] - 10 Set the fire to the third bar featuring Martha Wainwright - 11 Open your eyes - 12 Shut your eyes - 13 Signal fire - 14 Take back the city - 15 Crack the shutters - 16 If there's a rocket tie me to it - 17 The planets bend between us - 18 Just Say Yes. |

## Posicionamiento en listas
| Lista (2009–2011)                 | Máxima posición |
| --------------------------------- | --------------- |
| Alemania (Offizielle Top 100)     | 38              |
| Australia Australian Albums Chart | 54              |
| Austria (Ö3 Austria)              | 62              |
| Bélgica (Ultratop flamenca)       | 8               |
| Bélgica (Ultratop valona)         | 28              |
| Dinamarca (Hitlisten)             | 2               |
| Estados Unidos (Billboard 200)    | 182             |
| Escocia (Scottish Albums Chart)   | 3               |
| Europa (European Albums Chart)    | 10              |
| Francia (SNEP)                    | 85              |
| Grecia (IFPI)                     | 38              |
| Irlanda (Irish Albums Chart)      | 5               |
| Noruega (VG-lista)                | 5               |
| Países Bajos (Album Top 100)      | 5               |
| Portugal (AFP)                    | 22              |
| Reino Unido (UK Albums Chart)     | 3               |
| Suiza (Schweizer Hitparade)       | 36              |